# Click
Click是英国广播公司每周一次的电视节目，内容涵盖技术新闻以及技术和互联网领域的最新发展。截至2021年，該節目的主持人是斯潘塞·凯利和拉腊·利文顿。Click由当时的BBC主持人斯蒂芬·科尔創辦。2000年4月首播。2019年7月6日，Click的第1,000期節目播出。